# Китобойная база

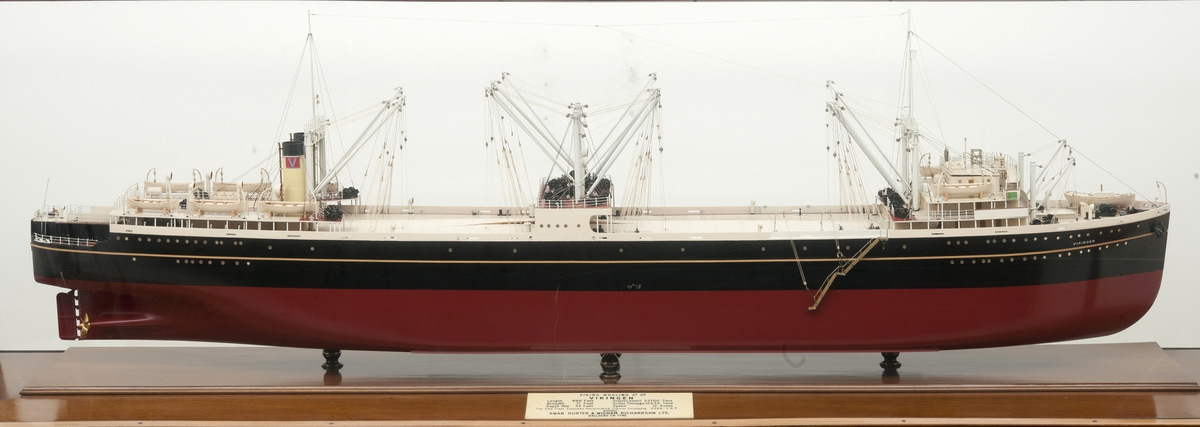
Макет китобойной базы «Викинген» (с 1946 года — «Слава»). Хранится в Музее китобойного промысла, Сандефьорд, Норвегия

Китобо́йная ба́за или Китоба́за — промысловое океанское судно водоизмещением до 45 тыс. тонн, рассчитанное на длительное автономное плавание. Китобаза предназначена для разделки и переработки китов и производства из них продукции. Китобойные суда (с автономностью плавания не более 1 месяца) получали с китобазы продовольствие, горюче-смазочные материалы и всё необходимое для ведения китобойного промысла. Силовые установки обеспечивали китобазам скорость 15 узлов и более. Топливные танки по мере опорожнения промывались, дегазировались, пропаривались и служили для хранения добытого китового жира, костной муки, солёного мяса и печени и т. п. Имелась также морозильная камера для хранения пищевого китового мяса.
Первая плавучая китобаза действовала в Южной Атлантике в сезон 1905—1906 гг., это был «Адмирален», принадлежавший Норвегии. Его сопровождало 2 китобойца. В сезон 1925—1926 гг. в море Росса впервые работала норвежская китобаза «Лансинг» со слипом — наклонной плоскостью для подъёма добытых китов на палубу. База принадлежала Ларсу Кристенсену. Это новшество, предложенное норвежским капитаном П. Сёрле, положило начало современному пелагическому промыслу китов. Оно позволило охватить промыслом всю акваторию Антарктики, а добытых китов разделывать и перерабатывать на борту судна практически в любую погоду. К середине 30-х гг. почти все китобазы были оборудованы слипами. Последняя действующая в мире китобаза — «Ниссин Мару» — с весны 2014 года, в связи с запретом на вылов китов в водах Антарктики, изменила характер работы и теперь ведет промысел под маркой научных исследований, сократив количество добываемых китов. Правительство Японии оказывает существенную финансовую поддержку деятельности китобойной флотилии.

## Китобазы в СССР

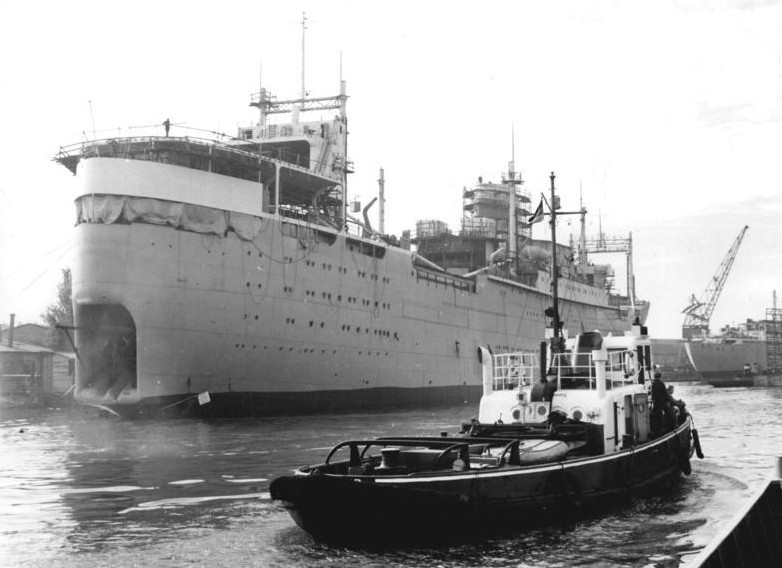
Китобаза «Юрий Долгорукий» покидает порт Варнемюнде для перебазирования в Калининград. 2 ноября 1959 года

В Советском Союзе первая китобаза — «Алеут» — была перестроена в 1930 году из американского сухогруза. В 1932—1968 гг. она вела промысел в водах северной части Тихого океана. В 1946 г. по репарациям из Германии была получена китобаза «Викинген», переименованная в «Слава», работавшая до 1966 г. в Антарктике, а в 1966—1970 гг. — на Тихом океане. Специализированные китобазы «Советская Украина» и «Советская Россия» были построены в 1959—1961 гг. в Николаеве. Они могли обрабатывать до 75 китов суммарным весом 4000 т. в сутки, производя до 1000 т. жира и 200 т. пищевой муки при 100 % переработке туши. Китобаза «Юрий Долгорукий» была перестроена в 1959 г. из немецкого океанского лайнера, совершила 15 кругоантарктических рейсов, добыв 58 тыс. китов 22 видов. Ещё две базы меньшего тоннажа — «Владивосток» и «Дальний Восток» были построены в ФРГ в 1962—1963 гг. Они действовали круглогодично, а между сезонами добычи китов использовались для обработки рыбного сырья.
В конце 1960-х гг. появились комбинированные суда для добычи и обработки китов (например, типа «Педер Хюзе», Норвегия). Резкое падение численности китов сделало работу китобойных флотилий нерентабельной, последней совершила промысловый рейс в 1986—1987 гг. флотилия «Советская Украина». В 1995 году правительство независимой Украины продало китобазу «Советская Украина» на слом в Турцию. Остальные советские китобазы начиная с 1975 г. были перепрофилированы в плавучие рыбозаводы или списаны на слом.